# Tisonia coriacea
Tisonia coriacea là một loài thực vật có hoa trong họ Liễu. Loài này được Scott-Elliot miêu tả khoa học đầu tiên năm 1891.